# Manuel Ojeda
Manuel Salvador Ojeda Armenta (La Paz, Baja California Sur, 4 de noviembre de 1940-Ciudad de México, 11 de agosto de 2022)  fue un actor de cine y televisión mexicano. Interpretó al villano Zolo en la película de Hollywood Romancing the Stone.

## Carrera
Manuel Salvador Ojeda  Armenta estudió actuación en el Instituto Nacional de Bellas Artes. Se inició como actor en el teatro. Trabajó en el cine a mediados de la década de 1970, llegando a filmar alrededor de 291 películas y más adelante en la televisión. Su primera telenovela fue Santa en 1978 y muy reconocido por su actuación en las telenovelas Senda de gloria interpretando a Emiliano Zapata y El vuelo del águila como Porfirio Díaz.

## Fallecimiento
Ojeda falleció el 11 de agosto de 2022 a sus 81 años de edad a causa de una enfermedad hepática que el actor estaba padeciendo en sus últimos meses, su fallecimiento fue confirmado por la ANDA y por su mánager Gerardo Lucío, siendo la telenovela Corazón guerrero su último trabajo.

## Telenovelas
- Corazón guerrero (2022) .... Abel Crucero[6]
- Quererlo todo (2020) .... Patricio Montes[7]
- Enemigo íntimo (2020) .... Don Jesús Pizarro
- Sin tu mirada (2018) .... Comandante Zamora
- Que te perdone Dios (2015) .... Melitón
- La gata (2014) .... Fernando de la Santa Cruz "El Silencioso"
- La tempestad  (2013) .... Ernesto Contreras
- Que bonito amor (2012-2013) .... Vittoriano Trusco "El padrino" (Actuación Especial)
- Por ella soy Eva (2012) .... Eduardo Moreno Landeros
- Corazón salvaje (2009-2010) .... Fulgencio Berrón
- Verano de amor (2009) .... Clemente Matus
- Un gancho al corazón (2008-2009) .... Hilario Ochoa (Actuación Especial)
- Alma de hierro (2008-2009) .... Alfredo Camargo
- Tormenta en el paraíso (2007-2008) .... Capitán Pablo Solís
- La fea más bella (2006-2007) .... Luis Lombardi (Actuación Especial)
- Alborada (2005-2006) .... Don Francisco Escobar
- Misión SOS (2004-2005) .... Severiano Martínez
- Amarte es mi pecado (2004) .... Jacobo Guzmán
- Bajo la misma piel (2003-2004) .... Rodrigo Leyva
- La otra (2002) .... Juan Pedro Portugal
- El manantial (2001-2002) .... Padre Salvador Valdés
- El precio de tu amor (2000-2001) .... Octavio Rangel
- Cuento de Navidad (1999-2000) (mini) .... Espíritu de las Navidades Pasadas
- Laberintos de pasión (1999-2000) .... Genaro Valencia
- Amor gitano (1999) .... Pedro Minelli, Conde de Minelli
- Desencuentro (1997-1998) .... Alfredo San Román
- No tengo madre (1997) .... Indalecio Madrazo
- La culpa (1996) .... Mariano Lagarde
- La paloma (1995) .... Ramiro López Yergo
- Bajo un mismo rostro (1995) .... Dr. Santillán
- El vuelo del águila (1994-1995) .... Don Porfirio Díaz
- Al filo de la muerte (1991-1992) .... Julio Araujo
- Un rostro en mi pasado (1990) .... Leonardo Sánchez
- Yo compro esa mujer (1990) .... Santiago
- Nuevo amanecer (1988-1989) .... Samuel
- Tal como somos (1987-1988) .... Pablo
- Senda de gloria (1987) .... Emiliano Zapata
- Herencia maldita (1986) ....Rogelio Velarde
- De pura sangre (1985-1986) .... Carlos Meléndez
- La traición (1984-1985) .... Pech Gutiérrez
- Amor ajeno (1983-1984) .... Roberto Ballesteros
- El derecho de nacer (1982).... Armando
- Por amor (1981).... Ernesto
- Cancionera (1980).... Héctor Raúl
- Parecido al amor (1979).... Diego
- Santa (1978).... Federico Gamboa

## Cine
- Un mexicano más (2010) .... El Cura
- Secretos de familia (2009) .... Guillermo Cetina (villano)
- Todos hemos pecado (2008) .... El Presidente Municipal
- Victorio (2008)
- Llamando a un ángel (2008) .... Gran Joel
- Una de balazos (2005) .... El "Señor"
- La moral en turno (2005)
- La banda de los ojetes (2005)
- La diosa del mar (2005)
- La daga del diablo (2005)
- Los más buscados 3 (2005)
- La hacienda del terror (2005)
- El Clan (2000) - Humberto Nava
- La ley de Herodes (1999)
- El cometa (1998)
- Los hijos del viento (1998)
- Fuera de la ley (1998) .... Abogado
- Asesino misterioso (1997) .... Javier
- Me llaman Mandrina  (1997)
- Operativo Camaleón (1997) .... Mayor Samperio
- El Güero Estrada (1997) .... Comandante Becerra
- Carga blanca (1997) .... Nicanor Esparragoza
- Loca academia de modelos (1996) .... Robot Hombre
- Perversión (1996)
- Reencuentros (1996) .... Sr. Emilio Valtierra
- Sangre de indio (1996)
- Salón México (1996) .... Lupe López
- Bajo la mirada de Dios  (1995)
- Ocho malditos (1995)
- El castrado (1995) .... Comandante Rojas
- Tiempo de muerte 2 (1995) .... Comandante
- Amorosos fantasmas (1994)
- Luces de la noche (1994)
- Las pasiones del poder (1994) .... Jorge Toledo
- En medio de la nada (1993)
- La señorita (1993)
- La lotería (1993)
- Amor que mata (1992)
- Hombre de blanco (1992) .... José
- Mi querido Tom  (1991) .... Evaristo
- Mí querido viejo (1991) .... Apolonio
- Octagon y Atlantis, la revancha (1991)
- Extensionista (1991) .... Severo
- El hijo de Lamberto Quintero (1990)
- Triste recuerdo (1990) .... Don Manuel Jiménez
- Un lugar en el sol (1989)
- Furia en la sangre (1988)
- Reto a la vida (1988)
- Los confines (1987)
- Muelle rojo (1987)
- Al filo de la ley: Misión rescate (1986)
- Luna caliente (1986)
- El Maleficio II (1986) .... Abel Romo
- La mujer policía (1986)
- On Wings of Eagles (1986)
- Naná (1985)
- Romancing the Stone (1984)
- El corazón de la noche (1983)
- Los renglones torcidos de Dios (1983)
- Las apariencias engañan (1983)
- El caballito volador (1982)
- Un hombre llamado el diablo (1983)
- Noche de carnaval (1981)
- Green Ice (1981) .... Teniente Costas
- Fuego en el mar (1979)
- El infierno de todos tan temido (1979)
- La tía Alejandra (1979)
- Ora sí tenemos que ganar (1979)
- Eagle's Wing (1979) .... Miguel
- La mujer perfecta (1979) .... Toño
- Amor libre(1978)
- La leyenda de Rodrigo (1977)
- Naufragio (1977)
- Matinée (1977) .... Jorge
- El mar(1976)
- Las Poquianchis (1976) .... Tadeo
- La pasión según Berenice (1976) .... José
- El apando (1976) .... Polonio
- La casa del sur (1976) .... Livingstone
- El elegido (1975)
- Canoa (1975) .... Hombre del pueblo

## Series
- Videoteatros: Vengan corriendo que les tengo un muerto (1993) Serie de Tv .... Inspector Cueto
- El Pantera  (2007) .... Almeida
- Yago (2016) .... Damián Madrigal
- Mujeres de negro (2016)... Lic. Moreno

## Premios y nominaciones

### Premios TVyNovelas
| Año  | Categoría              | Telenovela             | Resultado |
| ---- | ---------------------- | ---------------------- | --------- |
| 2015 | Mejor primer actor     | La gata                | Nominado  |
| 2014 | Mejor villano          | La tempestad           | Ganador   |
| 2013 | Mejor primer actor     | Por ella soy Eva       | Nominado  |
| 2009 | Mejor primer actor     | Tormenta en el paraíso | Nominado  |
| 2006 | Mejor primer actor     | Alborada               | Ganador   |
| 2002 | Mejor primer actor     | El manantial           | Nominado  |
| 2001 | Mejor actor de reparto | El precio de tu amor   | Nominado  |
| 2000 | Mejor villano          | Laberintos de pasión   | Ganador   |
| 1995 | Mejor primer actor     | El vuelo del águila    | Nominado  |
| 1986 | Mejor villano          | De pura sangre         | Nominado  |

### Premios Califa de Oro
| Año  | Categoría           | Programa/Telenovela | Resultado |
| ---- | ------------------- | ------------------- | --------- |
| 2006 | Actuación Destacada | Alborada            | Ganador   |

### Premios Ariel
| Año  | Categoría                   | Película                        | Resultado |
| ---- | --------------------------- | ------------------------------- | --------- |
| 1996 | Mejor coactuación masculina | Salón México                    | Nominado  |
| 1988 | Mejor actor                 | Muelle rojo                     | Nominado  |
| 1982 | Mejor actor                 | ¡Ora si tenemos que ganar!      | Nominado  |
| 1981 | Mejor coactuación masculina | Que viva Tepito                 | Nominado  |
| 1980 | Mejor actor                 | El infierno de todos tan temido | Ganador   |
| 1980 | Mejor actor                 | Fuego en el mar                 | Nominado  |
| 1977 | Mejor coactuación masculina | El apando                       | Nominado  |

### Premios El Heraldo de México
| Año  | Categoría   | Telenovela          | Resultado |
| ---- | ----------- | ------------------- | --------- |
| 1995 | Mejor actor | El vuelo del águila | Ganador   |